# Dehaasia velutinosa
Dehaasia velutinosa är en lagerväxtart som beskrevs av Kostermans. Dehaasia velutinosa ingår i släktet Dehaasia och familjen lagerväxter. Inga underarter finns listade i Catalogue of Life.